# Revsvatnet
Das Revsvatnet (auch Refsvatnet) ist ein See in der Provinz Rogaland in der Kommune Strand in Norwegen.
Der See liegt auf einer Höhe von 236 Metern. Er umfasst eine Fläche von 0,8043 km², wird von mehreren Gebirgsbächen gespeist und entwässert an seinem Südende über den Revsåna in den südlich gelegenen Lysefjord. Das Einzugsgebiet ist 5,76 km² groß. Im südlichen Teil des Sees befinden sich mehrere kleine Inseln, von denen Holmen die größte ist. In der Umgebung erheben sich mehrere Berge, so der Gryteknuten (456 Meter) im Südwesten, der Moslifjellet (718) im Nordosten und der Skàpet (564) im Südosten. 
Um den See führt ein Wanderweg. Oberhalb des Nordufers des Revsvatnet liegt die touristisch als Ausgangspunkt für Wanderungen zum Preikestolen bedeutende Berghütte Preikestolhytta.